# الأكاديمية الوطنية للعلوم
الأكاديمية الوطنية الأمريكية للعلوم (بالإنجليزية: United States National Academy of Sciences)‏، هي أكاديمية علمية يعمل أعضاؤها تطوعياً «مستشارين للأمة في مجالات العلوم والهندسة والطب». وكغيرها من الأكاديميات الوطنية في الولايات المتحدة يقوم أعضاء الأكاديمية الموجودون فعلياً بانتخاب أعضاء جدد بشكل سنوي، على أساس من إسهاماتهم البارزة والمستمرة في مجالاتهم العلمية، ويعد انتخاب أي عالم لعضوية الأكاديمية من قبيل التكريم له، وعضوية الأكاديمية مدى الحياة. وتضم الأكاديمية حالياً حوالي 200 عضو سبق لهم الفوز بجائزة نوبل.
تأسست الأكاديمية بموجب مرسوم وقعه الرئيس الأمريكي أبراهام لنكولن في 3 مارس 1863 وكان أول رئيس لها هو عالم الفيزياء ألكسندر دالاس باش (بين عامي 1863 و1867). بدأت الأكاديمية بخمسين عضواً، ووصل عدد أعضائها في ربيع سنة 2009 إلى نحو 2100 عضواً، بالإضافة إلى 380 زميلاً أجنبياً، وبلغ عدد الموظفين بها سنة 2005 قرابة 1100 موظف.
والأكاديمية الوطنية للعلوم هي إحدى «الأكاديميات الوطنية» في الولايات المتحدة (الأكاديمية الوطنية للعلوم والهندسة والطب)، والتي تشمل أيضاً كلاً من:
- الأكاديمية الوطنية للهندسة
- الأكاديمية الوطنية للطب
- مجلس البحث الوطني

ينتخب رئيس الأكاديمية بأغلبية أصوات الأعضاء لمدة يحددها مجلس إدارة الأكاديمية بحيث لا تتجاوز ست سنوات، ويمكن أن يعاد انتخاب الرئيس لفترة ثانية كحد أقصى. وقد شغل منصب رئيس الأكاديمية منذ إنشائها 21 عالماً، والرئيس الحالي للأكاديمية ـ منذ سنة 2005 ـ هو البروفيسور رالف سيسرون، أستاذ علوم الغلاف الجوي بجامعة كاليفورنيا في مدينة إرفين، الذي خلف عالم الكيمياء الحيوية بروس مايكل ألبرتس، الذي شغل منصب الرئاسة لفترتين متتاليتين بين عامي 1993 و2005.

## وصلات خارجية
- الموقع الرسمي للأكاديمية (بالإنجليزية)